# Rødkilde (Møn)
 For alternative betydninger, se Rødkilde. (Se også artikler, som begynder med Rødkilde)
Rødkilde er en lille bebyggelse i Stege Sogn, vest for Stege Nor på Møn.
I bebyggelsen ligger Rødkilde Højskole (opført 1866) og lidt sydvest herfor Rødkildegård.
|  | Denne artikel om lokaliteten Rødkilde (Møn) kan blive bedre, hvis der indsættes et (bedre) billede. Du kan hjælpe ved at afsøge Wikimedia Commons for et passende billede eller lægge et op på Wikimedia Commons med en af de tilladte licenser og indsætte det i artiklen. |

54°58′8″N 12°16′7″Ø / 54.96889°N 12.26861°Ø